# Zeta Librae
Zeta Librae är en blåvit stjärna i huvudserien i Vågens stjärnbild. Den går även under Flamsteed-beteckningen 35 Librae och består av ett helt system av stjärnor.
Zeta Librae har den kombinerade ljusstyrkan visuell magnitud +5,50 och är knappt synlig för blotta ögat vid god seeing. Den är en misstänkt variabel med skiftningar i ljusstyrkan mellan 5,47 och 5,53 i magnitud.